# Nikolaus Creutzburg
Nikolaus Creutzburg (Fünfhöfen, Kreis Strelno, 10 april 1893 -  Freiburg im Breisgau 1 oktober 1978) was een Duitse geograaf.
Hij werd in Posen geboren als zoon van een landeigenaar en groeide vanaf 1902 op in Thüringen. Daar bezocht hij het humanistisch gymnasium in Jena, waar hij in 1912 afstudeerde. Van 1912 tot het uitbreken van de Eerste Wereldoorlog studeerde hij geografie aan de Universiteit van München, voornamelijk onder Erich von Drygalski; hij was voor één semester ingeschreven aan de Universiteit van Wenen. Andere leraren in München waren de Alpengeoloog August Rothpletz en de paleontoloog Ferdinand Broili. In 1920 promoveerde Creutzburg op het proefschrift Die Formen der Eiszeit im Ankogelgebiet. Vanaf 1922 was hij assistent van Ludwig Mecking (1879-1952) aan de universiteit van Münster, waar hij in 1924 habiliteerde met een baanbrekende scriptie over Standortfragen der Industrie des Thüringer Waldes. In dit werk verkende hij nieuwe mogelijkheden voor de cartografische weergave van de feiten en de ontwikkeling van industriële locatievraagstukken.
Aanvankelijk richtte hij zich op twee hoofdgebieden, die zijn belangrijkste onderzoeksgebieden werden: cartografie en de geomorfologische verkenning van het eiland Kreta. Zijn interesse in dit eiland werd aangewakkerd door Alfred Philippson, de pionier van geologisch en geografisch onderzoek in de oostelijke Middellandse Zeegebied. In 1925 en 1926 ondernam hij onderzoeksreizen naar Kreta, gevolgd door twee publicaties: Landschaften der Insel Kreta (1927) en  Kreta, Leben und Landschaft (1928).
Nadat hij in 1928 bijzonder hoogleraar werd aan de Technische Universiteit Gdańsk, verschoof zijn onderzoek focus, in die zin dat hij zich voornamelijk toelegde op taken en verplichtingen van regionale en folkloristische aard. Zijn publicaties uit deze tijd gaan vooral over de stad Danzig, Polen en de Duitse folklore in het Oosten. Tijdens zijn tijd in Danzig werkte Creutzburg ook als Gau klerk voor aardrijkskunde in de 'Nationalsozialistischer Lehrerbund' (NSLB). In november 1933 ondertekende hij de Bekenntnis der Professoren an den deutschen Universitäten und Hochschulen zu Adolf Hitler. In 1934 werd Creutzburg benoemd tot lid van een commissie die zich voornamelijk bezighield met onderzoek naar Oosterse landen. Hij werd lid van de commissie ‘Deutsche Staats- und Wirtschaftskunde’ van de Duitse Academie in München en in 1936 lid van de Deutsche Akademie der Wissenschaften Leopoldina in Halle.
Vanaf 1938 tot het einde van Tweede Wereldoorlog was hij hoofdredacteur van Petermann’s Geographische Mitteilungen.
Van 1939 tot 1945 werd Creutzburg opgeroepen voor de Wehrmacht. Hij was werkzaam in de landmeetkunde voor het leger en werd na het einde van de oorlog krijgsgevangene. Omdat hij vóór 1945 kandidaat NSDAP en Wehrmacht-officier was, werd hem een terugkeer naar de leerstoel in Dresden geweigerd en stapte hij over naar de Universiteit van Göttingen, waar hij vanaf 1946 aardrijkskunde doceerde aan het Instituut van Hans Mortensen (1894-1964). In 1948 werd Creutzburg hoogleraar aan de Universiteit van Freiburg, eerst als vicevoorzitter en vanaf 1951 als gewoon hoogleraar en directeur van het Geografisch Instituut, waar hij in 1961 met pensioen ging.
Naast zijn onderzoek naar klimatologische onderwerpen keerde hij vanaf 1956 terug naar het eiland Kreta, waar hij twee keer per jaar verbleef. Op basis van terreinonderzoeken van Creutzburg en zijn collega's werd in 1977 een geologische kaart van Kreta op schaal 1:200.000 gepubliceerd. In 1958 werd een studie gepubliceerd over de problemen van de bergstructuur en morfogenese op het eiland Kreta. Bovendien behandelde Creutzburg paleontologische en nederzettings- en economische geografische problemen van dit mediterrane eiland.